# Roscigno
Roscigno là một đô thị (comune) thuộc tỉnh Salerno trong vùng Campania của Ý. Roscigno có diện tích 14 km2, dân số là 993 người (thời điểm năm 2001).